# Stufato de mouton
Le stufato de mouton ou pecora stufata est une daube ou ragoût au vin de la cuisine sarde.

## Ingrédients
Outre un gigot de mouton et du vin rouge, la préparation de ce mets nécessite du jambon, du persil, de l'ail, des légumes (carottes, céleri, oignon), de l'huile d'olive, du sel et du poivre.

## Préparation
Le gigot de mouton désossé est farci d'ail et de persil puis enveloppé avec les tranches de jambon avant d'être lié par une ficelle de cuisine. Il est ensuite doré à feu vif. Les légumes hachés finement ou coupés en petits morceaux sont alors ajoutés. Le tout est mouillé de vin et laissé à cuire jusqu'à évaporation. Il y est alors rajouté de l'eau à presque recouvrir la viande. La cocotte est placée au four. En fin de cuisson, gigot et légumes sont assaisonnés. La viande est tranchée avant d'être recouverte des légumes et de la sauce.